# Metal Lords
Pour plus de détails, voir Fiche technique et Distribution.
Metal Lords est un film américain réalisé par Peter Sollett et sorti en 2022.

## Synopsis
Dans un lycée, deux *metalleux* s'associent à une violoncelliste classique pour monter un groupe.

## Fiche technique
- Titre original : Metal Lords
- Réalisation : Peter Sollett
- Scénario : D. B. Weiss
- Musique : Ramin Djawadi
- Photographie : Anette Haellmigk
- Montage : Steve Edwards
- Production : Greg Shapiro et D. B. Weiss
- Société de production : Bighead Littlehead
- Pays :  États-Unis
- Genre : Comédie dramatique et film musical
- Durée : 97 minutes
- Dates de sortie : 
  - Netflix : 8 avril 2022

## Distribution
- Jaeden Martell : Kevin
- Adrian Greensmith : Hunter
- Isis Hainsworth : Emily
- Noah Urrea : Clay
- Brett Gelman : Dr. Sylvester
- Analesa Fisher : Kendall
- Michelle Mao : Lisa
- Phelan Davis : Skip
- Austin Huynh : Tim
- Joe Manganiello : Dr. Troy Nix
- Sufe Bradshaw : Dean Swanson
- Jalon Howard : Jesse
- Jeff Steitzer : Eli
- Christopher M. Lopes : Robbie
- Audrey Jones : Andrea
- Rachel Pate : Mlle. Johnson
- Elliot Orr : Quentin
- Dre Slaman : Rehab Receptionist
- Katie O'Grady : Laurie Schleib
- Grayson Palumbo : Earl
- David McAndie : Frank Marino
- James McAndie : Joe Marino / Edward Marino
- Christian Pereira : Rex
- Scott Ian : lui-même
- Tom Morello : lui-même
- Kirk Hammett : lui-même
- Rob Halford : lui-même

## Accueil
Le film a reçu un accueil mitigé de la critique. Il obtient un score moyen de 59 % sur Metacritic.